# John Fenn
John Bennett Fenn (1917–2010) là nhà hóa học người Mỹ. Ông được trao Giải Nobel Hóa học vào năm 2002 cùng với Kurt Wüthrich và Tanaka Kōichi vì đã phát triển các cách thức dùng trong nhận diện và phân tích các phân tử sinh học lớn.